# Shikoku (chien)
Pour les articles homonymes, voir Shikoku (homonymie).
Le Shikoku (四国犬), également appelé chien de Kōchi, shikoku-inu ou Kōchi-ken (高知犬), est une race de chien originaire du Japon, de type primitif et spitz. Son nom vient de celui d'une des quatre grandes îles du Japon, Shikoku. Il est très rare en dehors de ce pays.

## Historique

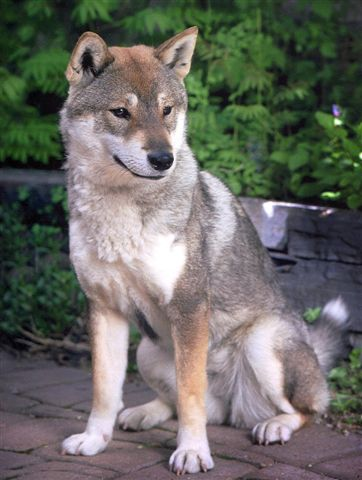
Un shikoku adulte.

Le shikoku est le descendant des chiens de taille moyenne vivant autrefois au Japon. Originaire des régions montagneuses de la Préfecture de Kochi, trois variétés de cette race étaient reconnues selon leur région d'élevage : Awa, Hongawa et Hata. La région du Hongawa était si reculée qu'elle conservera le plus haut degré de pureté de la race. En 1937, la race shikoku est déclarée « Monument naturel ».

## Standard
C'est un chien de type spitz, de taille intermédiaire entre le grand akita et le petit shiba. Bien proportionné avec une forte ossature, les membres sont nettement dessinés et bien développés. Le shikoku a les oreilles dressées et la queue est enroulée sur le dos ou en faucille. Les yeux relativement petits sont de forme triangulaire, bien écartés et de couleur marron foncé.
Le poil de couverture est rude et droit, avec un sous-poil doux et dense. Le poil est plus long au niveau de la queue. Les couleurs autorisées sont le sésame, le sésame noir et le sésame rouge, le noir et feu et le rouge.

## Caractère
Le standard le décrit comme endurant, très éveillé, et naturel. Chasseur passionné, il est docile avec son maître.

## Utilité
Le shikoku était élevé comme chien de chasse, surtout pour le sanglier.